# Psí jeskyně
Psí jeskyně (italsky Grotta del Cane) je jeskyně na úpatí sopky Agnano v Campi Flegrei v italském kraji Kampánie. Je dlouhá devět metrů. Teplota uvnitř dosahuje 52 °C.
Nachází se zde fumarola, z níž uniká oxid uhličitý. Ten je těžší než vzduch a drží se při zemi. Místní ciceroni v minulosti předváděli rozdíl mezi oběma plyny na psech, kteří v jeskyni ztratili vědomí a museli být odneseni na čerstvý vzduch.
Jeskyni popsal již Plinius starší v knize Naturalis historia. V sedmnáctém století ji prozkoumal Athanasius Kircher. Návštěva Psí jeskyně byla oblíbenou zastávkou při kavalírských cestách, zmiňují se o ní Johann Wolfgang von Goethe, John Evelyn.nebo Mark Twain.